# Vulcani del Nicaragua

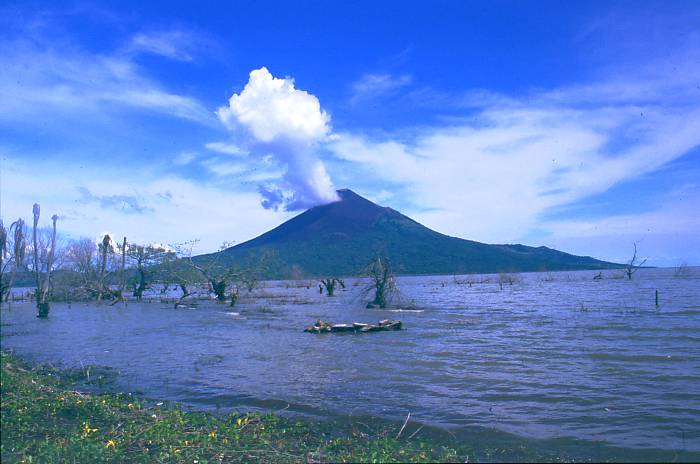
Il vulcano Momotombo, simbolo del Nicaragua

La zona del Nicaragua è ricca di vulcani a causa della sua morfologia geologica. Il territorio, infatti, è attraversato da una catena montuosa nata da un'intensissima attività vulcanica che portò alla separazione del Mar dei Caraibi dall'Oceano Pacifico. Qui si trovano i cosiddetti Marabios, circa una ventina di vulcani sorti in epoca neozoica.
Il territorio del Nicaragua, quindi, ad est è ancora soggetto a un assestamento tettonico e a fenomeni eruttivi e sismici con un arco vulcanico che da Panama arriva al Messico.
Tra i vulcani ricordiamo:
1. Casitas, viene ricordato per una valanga di fango che seppellì nell'ottobre 1998 la città di Posoltega, già colpita pesantemente dall'uragano Mitch;
2. Cerro Negro, 675 m, è il vulcano più recente (sorto nel 1850) e più attivo, ha eruttato diverse volte negli ultimi anni (l'ultima nell'agosto 1999) e per questo è particolarmente pericoloso;
3. Concepción, 1576 m, (vedi Maderas);
4. Concho
5. Cosigüina ormai è ridotto a una vasta caldera di circa 1 chilometro di diametro nel promontorio di Cosigüina, che chiude il golfo di Fonseca, ed è ciò che rimane di una spaventosa esplosione che nel 1835 provocò una scossa avvertita a migliaia di chilometri di distanza e piogge di ceneri per un raggio di 1200 km.
6. Maderas, 1.394 m, vulcano gemello del Concepción a cui è collegato mediante un istmo, e con cui forma l'isola di Ometepe nel Lago Nicaragua;
7. Masaya, conosciuto anche come Popogatepe, fa parte di un parco nazionale nato nel 1979; è attualmente attivo con una caldera composta da 13 coni craterici e da un lago, con fenomeni gassosi e lavici al suo interno. In passato era oggetto di venerazione sia per gli indigeni sia per i conquistadores che lo battezzarono "Bocca dell'Inferno";
8. Mombacho, si eleva sulle sponde del Lago Nicaragua, sopra la città di Granada e fa parte della Reserva Natural Volcan Mombacho. È estinto oramai da molto tempo per cui è completamente ricoperto di vegetazione che forma un particolare ecosistema;
9. Momotombo, 1280 m, è responsabile di violente eruzioni avvenute nel 1870 e nel 1886 che lo ridussero da oltre 1600 m all'attuale altezza; si trova a nord del lago di Managua;
10. Momotombito, fiancheggia il Momotombo ed emerge dalle acque del lago di Managua;
11. Rota
12. San Cristóbal, detto anche El Viejo o Chinandega, è alto 1745 metri ed il più elevato vulcano del Nicaragua;

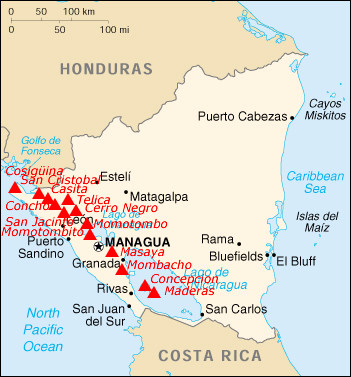
Ubicazione dei più importanti vulcani del Nicaragua

13. Telica